# Белый Яр (станция)
Белый Яр — железнодорожная станция Западно-Сибирской железной дороги России, расположенная в посёлке Белый Яр Верхнекетского района Томской области.

## Дальнее сообщение
| № поезда | Маршрут движения | № поезда | Маршрут движения |
| -------- | ---------------- | -------- | ---------------- |
| 635      | Белый Яр — Томск | 636      | Томск — Белый Яр |